# Atlético Clube Alfenense
O Atlético Clube Alfenense é um clube português localizado na freguesia de Alfena, concelho de Valongo, distrito do Porto. O clube foi fundado em 22 de Dezembro de 1967, no entanto, a data real de fundação da agremiação foi num Domingo, 22 de Outubro de 1967. Nessa data, 12 jovens do lugar do Barreiro (freguesia de Alfena) decidiram criar um clube para a prática do seu desporto favorito, o futebol. Assim nascia o Atlético Clube do Barreiro que, em 2 de Agosto de 1969, alteraria a designação para Atlético Clube Alfenense, como forma de sinalizar que pretendia representar toda a freguesia.
Os primeiros Estatutos foram sancionados em Novembro de 1971 pelo Ministério da Educação Nacional.
A primeira participação numa competição oficial data da época de 1971/72, quando participou no VIII Campeonato Distrital de Amadores da Associação de Futebol do Porto.
Depois de se iniciar com o futebol, o clube ecletizou-se e é mesmo considerado «a Maior Instituição Desportiva do Município de Valongo, a tal ponto que foi a primeira Instituição Desportiva com sede no município de Valongo a alcançar o Estatuto de Utilidade Pública (em 1988).
Atualmente, o Clube tem a sua sede e as suas instalações sociais e desportivas na Rua das Passarias, n.º 616, na cidade de Alfena, concelho de Valongo.
O Clube tem por fins a promoção cultural, desportiva e recreativa dos seus associados e de toda a população local.
Equipado com excelentes instalações, o Complexo Desportivo do Atlético Clube Alfenense que inclui:
- Um Pavilhão Gimnodesportivo de piso sintético com capacidade para cerca de 700 espectadores sentados, que permite a pratica de modalidades tão diversas como Andebol, Basquetebol, Futsal ou Voleibol.
- Três courts de ténis descobertos em piso rápido com iluminação artificial, um dos quais com uma parede bate bolas.
- Dois campos de futebol, um de futebol 11 com marcações para futebol de 7 e outro coberto, de futebol de 5. Ambos os campos estão equipados com relva sintética. O campo de futebol principal (futebol11) possui duas bancadas totalmente equipadas com cadeiras, uma das quais com cobertura.

A equipa de futebol sénior participa, esta época de 2021-2022, na  Divisão de  Elite da associação de  Futebol do Porto. O clube conta ainda com escalões de formação que vão das escolas aos juniores.
Mais nem só de futebol vive o Alfenense, para além do futebol, o atletismo também tem grande impacto no seio do clube com alguns atletas tendo chegado a participar na seleção portuguesa. O expoente máximo foi a participação em duas Olimpíadas (Barcelona 92 e Atlanta 96), nos 50km marcha, de José Magalhães, atleta que também se sagrou campeão europeu e mundial de Veteranos, ainda na marcha atlética.
Ténis e Basquetebol são modalidades praticadas há já muito tempo no Alfenense e para as quais o clube tem excelentes infraestruturas.
Estas modalidades são igualmente reconhecidas pelo importante contributo a nível de formação.
Xadrez, e o BTT são as modalidades mais recentes no Alfenense. Inclusive no BTT com poucos anos de existência já possui uma excelente quantidade de bons resultados e títulos nacionais.

## Emblema
O emblema do A. C. Alfenense é constituído por uma estrela pentagonal vermelha, colocada ao centra e rodeada pelas iniciais do Clube, também a vermelho, sobre um fundo branco. Nos flancos, e em forma de V, duas listas, uma de cor preta do lado interior e outra azul do lado exterior. No topo, uma coroa mural de prata de cinco torres, sendo a base de cor vermelha e o seu interior amarelo e verde.

## Estandarte
O Estandarte do A. C. Alfenense é de cor azul com uma lista diagonal branca, correspondendo às cores da cidade, com o emblema ao centro e com os dizeres: Atlético Clube Alfenense, agremiação desportiva(em cima) e fundada em 22/12/1967, Alfena – Valongo (em baixo) a ouro.

## Equipamentos
| Principal |  | Secundário |

## Modalidades
- Futebol
- Atletismo
- Ténis
- Futsal
- Basquetebol
- Ginásio
- Todo Terreno
- BTT
- Xadrez

## Infraestruturas
- Campo de futebol
- Pavilhão Gimnodesportivo
- Court de Ténis
- Academia e Ginásio
- Escola de dança